# Ordonnance de Moulins de 1566
Ne pas confondre avec l’ordonnance de Moulins de 1490 sur l’usage du français dans la justice.
Ne pas confondre avec l’édit de Moulins de 1566 sur l’inaliénabilité du domaine royal.
L’ordonnance de Moulins (Contenant plusieurs articles, sur le fait et administration de la Justice) est une ordonnance royale signée en février 1566 à Moulins, dans le Bourbonnais, par le roi de France Charles IX, lors de son grand tour de France de 1564-1566.

## Caractéristiques
Cette ordonnance a été rédigée par le chancelier Michel de L'Hospital, qui a œuvré pour la simplification du droit français et à qui la tradition attribue une grande partie des édits promulgués entre 1563 et 1567. Son rôle a été décisif dans l’assemblée du Conseil élargi (où ont siégé princes de sang, grands officiers et présidents des parlements), qui a commencé ses travaux à Moulins en 1566 pour déboucher sur cette ordonnance qui diminue notamment les pouvoirs des Parlements en limitant leur droit de remontrance, des gouverneurs en supprimant leur droit de grâce. Ainsi, les parlements ne pouvaient plus refuser d’enregistrer les édits ou ordonnances ni de les faire appliquer, même au cas où des remontrances seraient présentées.
Cette ordonnance a inspiré le régime actuel du code civil français, ainsi son article 1359 nouveau (1341 ancien) : « L’acte juridique portant sur une somme ou une valeur excédant un montant fixé par décret doit être prouvé par écrit sous signature privée ou authentique. (…) »
Il ne peut être prouvé outre ou contre un écrit établissant un acte juridique, même si la somme ou la valeur n’excède pas ce montant, que par un autre écrit sous signature privée ou authentique.
Celui dont la créance excède le seuil mentionné au premier alinéa ne peut pas être dispensé de la preuve par écrit en restreignant sa demande.
Il en est de même de celui dont la demande, même inférieure à ce montant, porte sur le solde ou sur une partie d’une créance supérieure à ce montant.